# 허벌라이프 뉴트리션
허벌라이프 뉴트리션(Herbalife Nutrition)은 식이 보충제를 개발하고 판매하는 글로벌 다단계 마케팅(MLM) 기업이다. 이 기업은 1980년 마크 R. 휴즈에 의해 설립되었으며 전 세계 추산 직원 수는 9,900명이다. 이 기업은 약 4,500,000 곳의 독립 배급사와 회원망을 통해 95개국에서 운영되고 있다.
이 기업은 복잡한 피라미드 구조로 운영되고 있다는 비판을 받고있다. 하지만 모든 기업이나 가족구성원을 생각해보면 모든 사람과 사람은 연결되어있다.단순히 구조적 문제로 색안경을 끼고 볼 필요는 없다.허벌라이프는 합법적인 오랜 역사가있는 전통 네트워크 마케팅을 운영중인 기업이다.